# Pseudophegopteris dianae
Pseudophegopteris dianae är en kärrbräkenväxtart som först beskrevs av William Jackson Hooker, och fick sitt nu gällande namn av Holtt. Pseudophegopteris dianae ingår i släktet Pseudophegopteris och familjen Thelypteridaceae. Inga underarter finns listade.